# Józefat Ochocki
Jozafat Ochocki OSBM herbu Ostoja (ur. ok. 1750 – zm. 1806) – opat bazylianów w Owruczu, doktor teologii, rektor szkół bazyliańskich, pamiętnikarz.
W 1790 należał do Komisji Cywilno-Wojskowej powiatu owruckiego od 1791 był jej prezesem. Odznaczony Orderem Świętego Stanisława w 1791 roku. Członek sprzysiężenia litewskiego w 1793, w kwietniu 1794 aresztowany przez Rosjan w Żytomierzu. 1 lipca 1795 skazany na zesłanie na Syberię przebywał w Turyńsku. 10 grudnia 1796 na podstawie ukazu cara Pawła I odzyskał wolność. Powrócił do Owrucza zajął się gospodarka w klasztorze oraz spisaniem wspomnień z czasów pobytu na zasłaniu. Pamiętniki z opisami Syberii zostały wydane po raz pierwszy w 1857.